# Область
О́бласть (староцерк.-слов. область < прасл. *obolstь < *obvoldtь < *obvoldati) — місцевість, земля, край; частина якоїсь території (країни, держави, материка, суші тощо), виділена для районування за певною особливою ознакою (природними умовами, історичними традиціями, етнічними або економічними особливостями, адміністративно-політичним значенням та ін.), а також географічний простір (район, зона), у межах якого щось розташоване або поширене (зоогеографічна, флористична, геосинклінальна область тощо).

Областю також називаються адміністративно-територіальні одиниці в Україні, Росії (а також в СРСР і Російській імперії), Білорусі, а також у низці інших країн, які виділяються з урахуванням природних і економічних особливостей території, кількості населення, транспортного сполучення тощо.
Області поділяються на райони (в Україні, Білорусі, Казахстані, Киргизстані, Росії, Таджикистані, Узбекистані), етрапи (в Туркменістані), общини (в Болгарії), міста і села (у Вірменії), провінції (в Італії), округи (в Танзанії)

## Україна

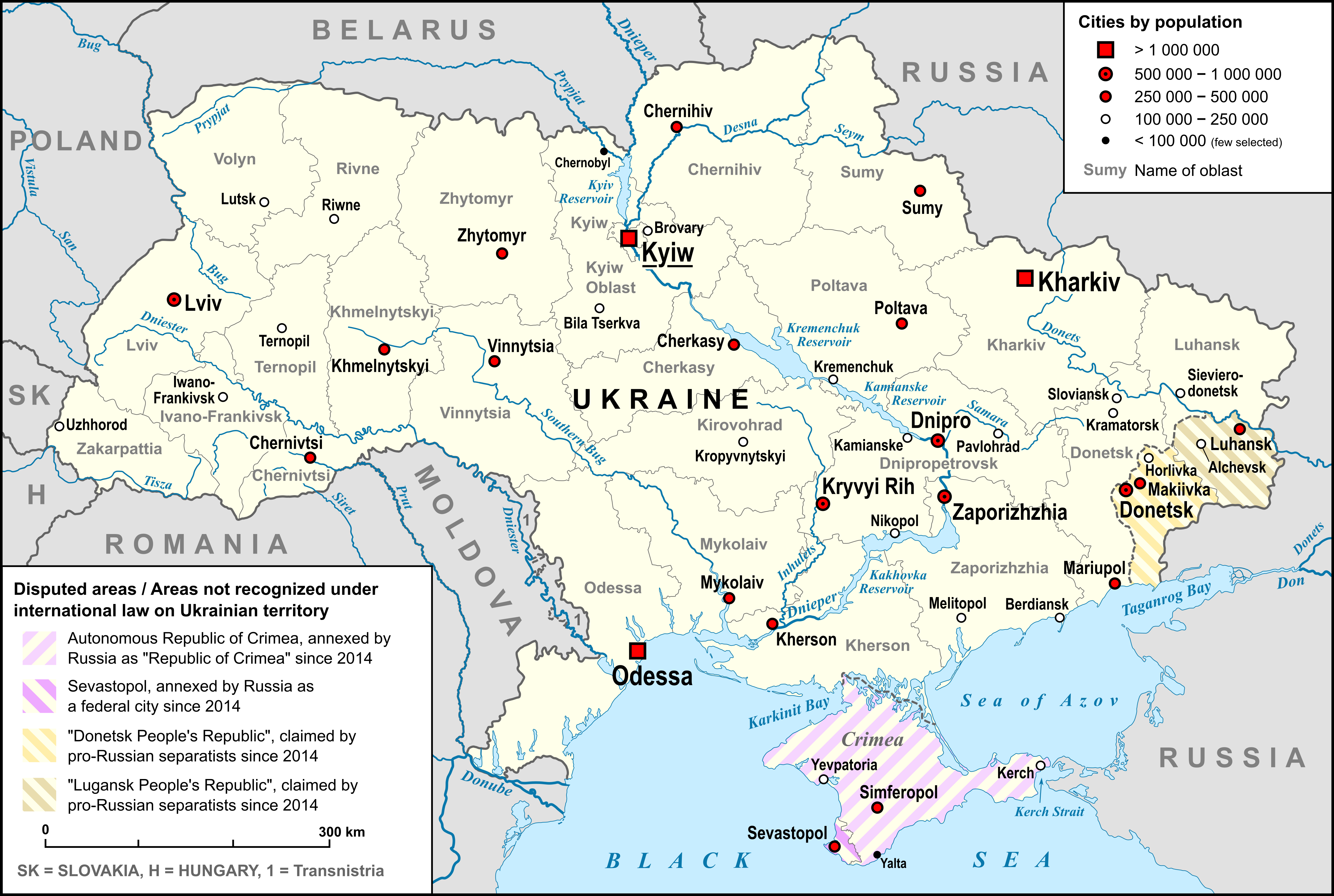
Мапа України

До складу України входять 24 області:
1. Вінницька: утворена 27.02.1932; частини ввійшли до Київської (1932), Житомирської, Кам'янець-Подільської (1937) і Черкаської (1954), приєднана частина Київської (1937); центр — Вінниця
2. Волинська: утворена 4.12.1939 з Володимирського, Горохівського, Камінь-Каширського, Ковельського, Луцького і Любомльського повітів; центр — Луцьк
3. Дніпропетровська: утворена 27.02.1932; частини ввійшли до Донецької (1932), Миколаївської (1937) і Запорізької (1939); центр — місто Дніпро
4. Донецька: утворена 17.07.1932 з частин Дніпропетровської і Харківської, районів і міст республіканського підпорядкування, у 1938 році розділена на Сталінську і Ворошиловградську; з 3.06.1938 по 9.11.1961 — Сталінська; центр — Донецьк (до 22.07.1932 — Артемівськ)
5. Житомирська: утворена 22.09.1937 з частин Вінницької та Київської; центр — Житомир
6. Закарпатська: утворена 22.01.1946 з території Закарпатської України; центр — Ужгород
7. Запорізька: утворена 10.01.1939 з частин Дніпропетровської і Миколаївської; частина ввійшла до Херсонської (1944); центр — Запоріжжя
8. Івано-Франківська: утворена 4.12.1939 з Городенківського, Долинського, Калуського, Коломийського, Косівського, Надвірнянського, Рогатинського, Снятинського, Станіславського і Тлумацького повітів; до 9.11.1962 — Станіславська; центр — Івано-Франківськ
9. Київська: утворена 27.02.1932; частини передані до Харківської, Чернігівської (1932), Вінницької, Житомирської, Полтавської (1937), Кіровоградської (1939) і Черкаської (1954) областей, Київської міськради (1937, 1988), приєднані частини Вінницької (1932), Полтавської (1954) і Чернігівської (1987) областей; центр — Київ
10. Кіровоградська: утворена 10.01.1939 з частин Київської, Миколаївської, Одеської і Полтавської; частина ввійшла до Черкаської (1954), приєднана частина Одеської (1954); центр — Кропивницький
11. Луганська: утворена 3.06.1938 з частини Донецької; з 3.06.1938 по 5.03.1958 і з 5.01.1970 по 4.05.1990 називалась Ворошиловградською; центр — Луганськ
12. Львівська: утворена 4.12.1939 з Бібрківського, Бродського, Городоцького, Жолкевського, Золочівського, Кам'янського, Львівського, Любачівського, Перемишлянського, Рава-Руського, Радзехівського, Сокальського, Яворівського повітів; частина території відійшла до Польщі (1944), приєднані частина території Польщі (1951), Дрогобицька область (1959); центр — Львів
13. Миколаївська: утворена 22.09.1937 з частин Дніпропетровської та Одеської; частини ввійшли до Запорізької і Кіровоградської (1939), Херсонської (1944), приєднані частини Одеської області (1944, 1954); центр — Миколаїв
14. Одеська: утворена 27.02.1932; частини передані до Миколаївської (1937, 1944, 1954) і Кіровоградської (1939, 1954), приєднані частина Молдавської АРСР (1940) та Ізмаїльська область (1954); центр — Одеса
15. Полтавська: утворена 22.09.1937 з частин Київської і Харківської; частини передані до Кіровоградської і Сумської (1939), Київської і Черкаської (1954); центр — Полтава
16. Рівненська: утворена 4.12.1939 з Дубенського, Здолбунівського, Костопільського, Ровенського і Сарненського повітів; до 11.06.1991 — Ровенська; центр — Рівне
17. Сумська: утворена 10.01.1939 з частин Полтавської, Харківської і Чернігівської, частина відійшла до Чернігівської (1965); центр — Суми
18. Тернопільська: утворена 4.12.1939 з Бережанського, Борщівського, Бучацького, Заліщицького, Збаразького, Зборівського, Капачинського, Кременецького, Підгаєцького, Скалатського, Тарнопольського, Трембовлянського і Чортківського повітів; до 9.08.1944 — Тарнопольська; центр — Тернопіль
19. Харківська: утворена 27.02.1932; частини ввійшли до Донецької і Чернігівської (1932), Полтавської (1937) і Сумської (1939), приєднана частина Київської області (1932); центр — Харків
20. Херсонська: утворена 30.03.1944 з частин Запорізької та Миколаївської; центр — Херсон
21. Хмельницька: утворена 22.09.1937 з частини Вінницької; до 4.02.1954 — Кам'янець-Подільська; центр — Хмельницький (до травня 1941 року — Кам'янець-Подільськ)
22. Черкаська: утворена 7.01.1954 з частин Вінницької, Київської, Кіровоградської і Полтавської; центр — Черкаси
23. Чернівецька: утворена 7.08.1940 з територій Північної Буковини і північної частини Бессарабії; центр — Чернівці
24. Чернігівська: утворена 15.10.1932 з частин Київської і Харківської; частини передані до Сумської (1939) і Київської (1987), приєднана частина Сумської області (1965); центр — Чернігів

## Білорусь
До складу Білорусі входять 6 областей (біл. вобласць):
1. Берестейська: утворена 4.12.1939 з територій, що відійшли від Польщі; частини передані до Гродненської області і Польщі (1944), приєднані частина Барановицької області і Пінська (1954); центр — Берестя
2. Вітебська: утворена 15.01.1938; частина входила до Полоцької (1944—1954), приєднана частина Молодечненської (1960); центр — Вітебськ
3. Гомельська: утворена 15.01.1938; приєднані частини Бобруйської та Поліської (1954); центр — Гомель
4. Гродненська: утворена 20.09.1944 з частин Барановицької, Берестейської і Білостоцької; приєднані частини Барановицької (1954) і Молодечненської (1960); центр — Гродно
5. Мінська: утворена 15.01.1938; частина передана до Бобруйської (1944), приєднані частини Барановицької і Бобруйської (1954), Молодечненської (1960); центр — Мінськ
6. Могильовська: утворена 15.01.1938; частина входила до Бобруйської (1944—1954); центр — Могильов

## Болгарія
Болгарія поділена на 28 областей, утворених 1999 року:
1. Благоєвградська (центр — Благоєвград)
2. Бургаська (Бургас)
3. Варненська (Варна)
4. Великотирновська (Велико-Тирново)
5. Видинська (Видин)
6. Врацька (Враца)
7. Добрицька (Добрич)
8. Габровська (Габрово)
9. Кирджалійська (Кирджалі)
10. Кюстендилська (Кюстендил)
11. Ловецька (Ловеч)
12. Монтанська (Монтана)
13. Пазарджицька (Пазарджик)
14. Перницька (Перник)
15. Плевенська (Плевен)
16. Пловдивська (Пловдив)
17. Разградська (Разград)
18. Русенська (Русе)
19. Силистринська (Силистра)
20. Сливенська (Сливен)
21. Смолянська (Смолян)
22. Софійська (Софія)
23. Місто Софія (Софія)
24. Старозагорська (Стара Загора)
25. Тирговиштська (Тирговиште)
26. Хасковська (Хасково)
27. Шуменська (Шумен)
28. Ямболська (Ямбол)

Області, які були перейменовані або скасовані:
Нижче перераховані області, які існували в 1987—1999 роках (у дужках зазначені області, які утворилися в 1999 році):
- Бургаська (Бургаська, Сливенська, Ямболська)
- Варненська (Варненська, Добрицька, Шуменська)
- Ловецька (Велико-Тирновська, Габровська, Ловецька, Плевенська)
- Михайловградська (1987—1993, Монтанська)
- Монтанська (1993—1999; Видинська, Врацька, Монтанська)
- Пловдивська (Пазарджицька, Пловдивська, Смолянська)
- Разградська (Разградська, Русенська, Силистренська, Тирговиштська)
- Софійська (Благоєвградська, Кюстендилська, Перницька, Софійська)
- Місто Софія
- Хасковська (Кирджалійська, Старозагорська, Хасковська)

## Вірменія
Вірменія поділена на 10 областей (марзів) та міста зі спеціальним статусом — Єревана (столиця), утворених 7 листопада 1995 року:
1. Арагацотн (марз утворений на території Апаранського, Арагацького, Аштаракського і Талінського районів), центр — Аштарак
2. Арарат (утворений на території Араратського, Арташатського і Масіського районів), центр — Арташат
3. Армавір (утворений на території Армавірського, Баграмянського і Ечміадзінського районів), центр — Армавір
4. Вайоц-Дзор (утворений на території Вайкського і Єхегнадзорського районів), центр — Єхегнадзор
5. Гегаркунік (утворений на території району імені Камо, Варденіського, Красносєльського, Мартунінського і Севанського районів), центр — Гавар
6. Єреван (утворений на території Єреванської міськради), центр — Єреван
7. Котайк (утворений на території Котайкського, Наїрійського і Разданського районів), центр — Раздан
8. Лорі (утворений на території Гугаркського, Спітакського, Степанаванського, Таширського і Туманянського районів), центр — Ванадзор
9. Сюнік (утворений на території Горіського, Капанського, Мегрінського і Сісіанського районів), центр — Капан
10. Тавуш (утворений на території Іджеванського, Ноємберянського і Таушського районів), центр — Іджеван
11. Ширак (утворений на території Амасійського, Анійського, Артікського, Ахурянського і Ашоцького районів), центр — Гюмрі

## Італія
Італія поділена на 20 областей (із них 5 автономних, позначені зірочкою) (італ. regione):
1. Абруцці (центр — Л'Аквіла)
2. Апулія (Барі)
3. Базиліката (Потенца)
4. Валле-д'Аоста* (Аоста)
5. Венеція (Венеція)
6. Емілія-Романья (Болонья)
7. Калабрія (Катандзаро)
8. Кампанія (Неаполь)
9. Лаціо (Рим)
10. Лігурія (Генуя)
11. Ломбардія (Мілан)
12. Марке (Анкона)
13. Молізе (Кампобассо)
14. П'ємонт (Турин)
15. Сардинія* (Кальярі)
16. Сицилія* (Палермо)
17. Тоскана (Флоренція)
18. Трентіно-Альто-Адідже* (Тренто)
19. Умбрія (Перуджа)
20. Фріулі-Венеція-Джулія* (Трієст)

## Казахстан
До складу Казахстану входять 14 областей (каз. облысы):
1. Акмолинська: утворена 24.04.1961 в складі Цілинного краю, з 19.10.1965 самостійна; частини ввійшли до Кокчетавської (1944), Тургайської областей (1970, 1990), Астанинської міськради (1998), приєднані частини Тургайської (1988, 1997) і Північноказахстанської (1999); раніше існувала 14.10.1939—26.12.1960; з 24.04.1961 по 6.07.1992 — Цілиноградська; центр — Кокшетау (до 22.04.1999 — Астана)
2. Актюбінська: утворена 10.03.1932; частини ввійшли до Кустанайської (1936), Кзил-Ординської (1938); центр — Актобе
3. Алматинська: утворена 10.03.1932 з частини території колишньої Джетисуйської губернії; частини ввійшли до Джамбульської (1938), Семипалатинської (1939); з частини була утворена Талди-Курганська область (1944—1959, 1967—1997); до 28.01.1993 — Алма-Атинська; центр — Талдикорган (до 22.09.2001 — Алмати)
4. Атирауська: утворена 15.01.1938 з частини Західно-Казахстанської; з частини була утворена Мангишлацька (1973—1988, 1990); до 9.10.1991 — Гур'євська; центр — Атирау
5. Жамбилська: утворена 14.10.1939 з частин Алма-Атинської і Південно-Казахстанської; до 4.05.1993 — Джамбулська; центр — Тараз
6. Західно-Казахстанська: утворена 10.03.1932; з частини утворена Гур'євська (1938); з 3.05.1962 по 6.07.1992 — Уральська; центр — Уральськ
7. Карагандинська: утворена 10.03.1932; частини ввійшли до Північноказахстанської (1936), Павлодарської (1938), Акмолінської (1939) і Джезказганської (1939), Семипалатинської (1990); приєднані Каркаралінський округ (1937); Жезказганська область (1997); центр — Караганда (до 29.07.1936 — Петропавловськ)
8. Кизилординська: утворена 15.01.1938 з частин Актюбінської та Південно-Казахстанської; до 17.06.1997 — Кзил-Ординська; центр — Кизилорда
9. Костанайська: утворена 29.07.1936 з частин Актюбінської і Карагандинської; частина входила до Тургайської (1970—1988, 1990—1997); до 17.06.1997 — Кустанайська; центр — Костанай
10. Мангістауська: утворена 17.08.1990 з частини Гур'євської; раніше існувала 20.03.1973—2.06.1988; центр — Актау
11. Павлодарська: утворена 15.01.1938 з частин Карагандинської і Східноказахстанської; центр — Павлодар
12. Південно-Казахстанська: утворена 10.03.1932; частина ввійшла до Джамбульської (1939), приєднана частина Сирдар'їнської області Узбецької РСР (1971); з 3.05.1962 по 6.07.1992 — Чимкентська; центр — Шимкент
13. Північноказахстанська: утворена 29.07.1936 з частини Карагандинської; частини ввійшли до Акмолінської (1939), Кокчетавської (1944), Акмолинської (1999); приєднана Кокшетауська область (1997); центр — Петропавловськ
14. Східноказахстанська: утворена 10.03.1932; частини ввійшли до Павлодарської (1938) та Семипалатинської (1939), приєднана Семипалатинська (1997); центр — Усть-Каменогорськ (до 14.10.1939 — Семипалатинськ)

Області, які були скасовані в 1997 році:
- Жезказганська: 8.09.1992—3.05.1997; перейменована із Джезказганської, увійшла до Карагандинської; центр — Жезказган
- Кокшетауська: 7.10.1993—3.05.1997; перейменована з Кокчетавської, увійшла до Північно-Казахстанської; центр — Кокшетау
- Семипалатинська: 14.10.1939—3.05.1997; утворена з частин Алма-Атинської і Східноказахстанської, приєднана частина Карагандинської (1990), увійшла до Східноказахстанської; центр — Семипалатинськ
- Талдикорганська: 4.05.1993—22.04.1997; перейменована з Талди-Курганської, увійшла до Алматинської; центр — Талдикорган
- Тургайська: 17.08.1990—22.04.1997; утворена з частин Кустанайської і Цілиноградської, увійшла до Акмолинської і Кустанайської; центр — Аркалик

Області, які існували до 1991 року, див. у розділі Казахська РСР

## Киргизстан
До Киргизстану входять 7 областей:
1. Баткенська (13.10.1999), центр — Баткен
2. Джалал-Абадська (14.12.1990, раніше існувала 21.11.1939—27.01.1959), центр — Джалал-Абад
3. Іссик-Кульська (11.12.1970, раніше існувала 21.11.1939—27.01.1959), центр — Каракол (в 1989—1992 роках — Іссик-Куль)
4. Наринська (14.12.1990, раніше існувала 11.12.1970—5.10.1988), центр — Нарин
5. Ошська (21.11.1939), центр — Ош
6. Таласька (14.12.1990, раніше існувала 22.06.1944—18.02.1956 і 3.09.1980—5.10.1988), центр — Талас
7. Чуйська (14.12.1990), центр — Бішкек (5.03.2003—3.08.2006 — Токмок)

## Радянський Союз
У Радянському Союзі областю називалася адміністративно-територіальна одиниця, частина територіального ряду радянських республік; виділялася з урахуванням природних і економічних особливостей території, кількості населення, транспортних шляхів, а також тяжіння населених пунктів до крупних промислових центрів.
За Конституцією СРСР 1936 року питання утворення областей і внесення змін в обласний поділ знаходилися у компетенції Союзу РСР, законом від 11 лютого 1957 року віднесенні до відання союзних республік. Органами державної влади в областях Союзу були обласна Рада депутатів трудящих, яка обиралася населенням на 2 роки, виконавчим і розпорядчим органом — Виконком, який утворювався обласною Радою. Області в СРСР введені адміністративно-територіальною реформою 1923—1930 років замість раніше існуючих губерній. Ця реформа, в основі якої лежали принципи економічного районування, була підготовлена реорганізацією у перші роки радянської влади (1917—1922) дореволюційного адміністративно-територіального поділу (створення національних автономій, дроблення колишніх губерній і утворення нових адміністративно-територіальних одиниць, переважно навколо великих промислових центрів).
Нижче наведено список областей, які були утворені в 1922—1991 роках і в наш час не існують:

### Азербайджанська РСР
- Бакинська (3.04.1952—23.04.1953), центр — Баку
- Гянджинська (3.04.1952—23.04.1953), центр — Кіровабад

### Білоруська РСР
- Барановицька: 4.12.1939—8.01.1954; частина передана до Гродненської (1944); увійшла до Берестейської, Гродненської, Мінської і Молодечненської областей; центр — Барановичі
- Білостоцька: 4.12.1939—20.09.1944; утворена з територій, що відійшли від Польщі; більша частина відійшла до Польщі, менша — до Гродненської області; центр — Білосток
- Бобруйська: 20.09.1944—8.01.1954; утворена з частин Мінської, Могильовської і Поліської; увійшла до Гомельської, Мінської і Могильовської; центр — Бобруйськ
- Вілейська: 4.12.1939—20.09.1944; утворена з територій, що відійшли від Польщі; частина передана до Литовської РСР (1940), частина ввійшла до Полоцької, на решті території утворена Молодечненська (1944); центр — Вілейка
- Молодечненська: 20.09.1944—20.01.1960; утворена з Вілейської; приєднані частини Барановицької і Полоцької (1954); увійшла до Вітебської, Гродненської та Мінської; центр — Молодечно
- Пінська: 4.12.1939—8.01.1954; утворена з територій, що відійшли від Польщі; увійшла до Берестейської; центр — Пінськ
- Поліська: 15.01.1938—8.01.1954; частина передана до Бобруйської (1944); увійшла до Гомельської; центр — Мозир
- Полоцька: 20.09.1944—8.01.1954; утворена з частин Вілейської і Вітебської; увійшла до Вітебської і Молодечненської; центр — Полоцьк

### Грузинська РСР
- Кутаїська (5.11.1951—23.04.1953), центр — Кутаїсі
- Тбіліська (5.11.1951—23.04.1953), центр — Тбілісі

### Естонська РСР
- Пярнуська (10.05.1952—28.04.1953), центр — Пярну
- Талліннська (10.05.1952—28.04.1953), центр — Таллінн
- Тартуська (10.05.1952—28.04.1953), центр — Тарту

### Казахська РСР
- Акмолінська: 14.10.1939—26.12.1960; утворена з частин Карагандинської і Північно-Казахстанської; частина передана до Кокчетавської (1944); увійшла до Цілинного краю; центр — Акмолінськ
- Алма-Атинська (до 5.12.1936 в складі Казахської АРСР РРФСР): 10.03.1932—28.01.1993; частини увійшли до Джамбульської (1938), Семипалатинської (1939), Талди-Курганської (1944—1959, 1967); перейменована на Алматинську; центр — Алма-Ата
- Гур'євська: 15.01.1938—9.10.1991; утворена з частини Західно-Казахстанської; з частини області утворена Мангишлацька (1973—1988), Мангістауська (1990); перейменована на Атирауську; центр — Гур'єв
- Джамбульська: 14.10.1939—4.05.1993; утворена з частин Алма-Атинської і Південно-Казахстанської, перейменована на Жамбилську; центр — Джамбул
- Джезказганська: 20.03.1973—8.09.1992; утворена з частини Карагандинської, перейменована на Жезказганську; центр — Джезказган
- Західно-Казахстанська (до 5.12.1936 в складі Казахської АРСР РРФСР): 10.03.1932—3.05.1962; частина передана до Гур'євської (1938); перейменована на Уральську; центр — Уральськ
- Кзил-Ординська: 15.01.1938—17.06.1997; утворена з частин Актюбінської і Південно-Казахстанської, перейменована на Кизилординську; центр — Кзил-Орда
- Кокчетавська: 16.03.1944—7.10.1993; утворена з частин Акмолінської і Північно-Казахстанської, перейменована на Кокшетауську; центр — Кокчетав
- Кустанайська: 29.07.1936—17.06.1997 (до 5.12.1936 в складі Казахської АРСР РРФСР); утворена з частин Актюбінської і Карагандинської; частина входила до Тургайської (1970—1988, 1990—1997); перейменована на Костанайську; центр — Кустанай
- Мангишлацька: 20.03.1973—2.06.1988; утворена з частини Гур'євської, увійшла до Гур'євської; центр — Шевченко
- Південно-Казахстанська (до 5.12.1936 в складі Казахської АРСР РРФСР): 10.03.1932—3.05.1962; частина передана до Джамбульської (1939); перейменована на Чимкентську; центр — Чимкент
- Семипалатинська: 14.10.1939—3.05.1997; утворена з частин Алма-Атинської і Східноказахстанської, увійшла до Східноказахстанської; центр — Семипалатинськ
- Талди-Курганська: 16.03.1944—6.06.1959; утворена з частини Алма-Атинської, увійшла до Алма-Атинської; 23.12.1967—4.05.1993; утворена з частини Алма-Атинської, перейменована на Талдикорганську; центр — Талди-Курган
- Тургайська: 23.11.1970—2.06.1988; утворена з частин Кустанайської і Цілиноградської, увійшла до Кустанайської і Цілиноградської; 17.08.1990—22.04.1997; утворена з частин Кустанайської і Цілиноградської, увійшла до Акмолінської і Кустанайської; центр — Аркалик
- Уральська: 3.05.1962—6.07.1992; утворена із Західно-Казахстанської, перейменована на Західно-Казахстанську; центр — Уральськ
- Цілиноградська: 24.04.1961—6.07.1992; утворена з частини Цілинного краю; частина входила до Тургайської (1970—1988, з 1990); перейменована на Акмолинську; центр — Цілиноград
- Чимкентська: 3.05.1962—6.07.1992; утворена з Південно-Казахстанської; приєднана частина Сирдар'їнської області Узбецької РСР (1971); перейменована на Південно-Казахстанську; центр — Чимкент

### Киргизька РСР
- Джалал-Абадська: 21.11.1939—27.01.1959; утворена з Джелал-Абадського округу, ввійшла до Ошської; центр — Джалал-Абад
- Іссик-Кульська: 21.11.1939—27.01.1959; утворена з Іссик-Кульського округу, територія ввійшла до районів республіканського підпорядкування; центр — Пржевальськ
- Наринська: 11.12.1970—5.10.1988; утворена з Ак-Талинського, Ат-Башинського, Джумгарського, Кочкорського, Тогуз-Тороуського, Тянь-Шаньського районів і міста Нарина; територія ввійшла до Іссик-Кульської області і районів республіканського підпорядкування; центр — Нарин
- Таласька: 22.06.1944—18.02.1956; утворена з частин Фрунзенської та Джалал-Абадської обалстей; ввійшла до Фрунзенської обалсті; 3.09.1980—5.10.1988; утворена з Кіровського, Ленінпольського, Манаського, Таласького, Чаткальського районів, міста Таласа і частини Ошської області; частина передана до Ошської області (1980-ті); територія ввійшла до Ошської області і районів республіканського підпорядкування; центр — Талас
- Тянь-Шаньська: 22.11.1939—30.12.1962; утворена з Тянь-Шаньського округу, територія ввійшла до районів республіканського підпорядкування; центр — Нарин
- Фрунзенська: 21.11.1939—27.01.1959; утворена з Фрунзенського округу, територія ввійшла до районів республіканського підпорядкування; центр — Фрунзе

### Латвійська РСР
- Даугавпілська (8.04.1952—25.04.1953), центр — Даугавпілс
- Лієпайська (8.04.1952—25.04.1953), центр — Лієпая
- Ризька (8.04.1952—25.04.1953), центр — Рига

### Литовська РСР
- Вільнюська (20.06.1950—28.05.1953), центр — Вільнюс
- Каунаська (20.06.1950—28.05.1953), центр — Каунас
- Клайпедська (20.06.1950—28.05.1953), центр — Клайпеда
- Шяуляйська (20.06.1950—28.05.1953), центр — Шяуляй

### РРФСР
Нижче перераховані області РРФСР, які були утворені у 1918—1991 роках:
- Амудар'їнська (1918—1924, в складі Туркестанської АРСР), центр — Чимбай
- Арзамаська (7.01.1954—23.04.1957), центр — Арзамас
- Балашовська (6.01.1954—19.11.1957), центр — Балашов
- Великолуцька (22.08.1944—2.10.1957), центр — Великі Луки
- Горьківська (5.12.1936—22.10.1990; перейменована на Нижньогородську), центр — Горький
- Грозненська (22.03.1944—10.04.1957), центр — Грозний
- Джетисуйська (12.10.1922—1924, в складі Туркестанської АРСР), центр — Алма-Ата
- Донська (20.03.1920—13.02.1924), центр — Ростов-на-Дону
- Західна (14.01.1929—27.09.1937), центр — Смоленськ
- Івановська Промислова (14.01.1929—11.03.1936), центр — Іваново
- Калінінська (29.01.1935—1990; перейменована на Тверську), центр — Калінін
- Кам'янська (6.01.1954—19.11.1957), центр — Кам'янськ-Шахтинський
- Камчатська[2] (20.10.1932—30.06.2007; до 20.10.1938 в складі Далекосхідного краю, 20.10.1938—23.01.1956 в складі Хабаровського краю), центр — Петропавловськ-Камчатський
- Кенігсберзька (7.04.—4.07.1946; перейменована на Калінінградську), центр — Кенігсберг
- Кримська (30.06.1945—12.02.1991; з 19.02.1954 у складі УРСР), центр — Сімферополь
- Кубано-Чорноморська (7.12.1920—13.02.1924), центр — Краснодар
- Куйбишевська (5.12.1936—25.01.1991; перейменована на Самарську), центр — Куйбишев
- Молотовська[3] (8.03.1940—2.10.1957; перейменована на Пермську), центр — Молотов
- Нижньогородська (14.01.—15.07.1929), центр — Нижній Новгород
- Нижньоволзька[4] (21.05.—11.06.1928), центр — Саратов
- Об-Іртиська[5] (17.01.—7.12.1934), центр — Тюмень
- Оренбурзька (7.12.1934—26.12.1938; перейменована на Чкаловську), центр — Оренбург
- Пермська[3] (3.10.1938—30.11.2005; з 8.03.1940 по 2.10.1957 — Молотовська), центр — Перм
- Південно-Східна (13.02.—17.10.1924), центр — Ростов-на-Дону
- Північна (5.12.1936—23.09.1937), центр — Архангельськ
- Середньоволзька (14.05.1928—20.10.1929), центр — Самара
- Сталінградська (5.12.1936—10.11.1961; перейменована на Волгоградську), центр — Сталінград
- Східно-Сибірська (5.12.1936—26.09.1937), центр — Іркутськ
- Туркменська (7.08.1921—27.10.1924; утворена із Закаспійської), центр — Полторацьк
- Уральська[6] (3.11.1923—17.01.1934), центр — Свердловськ
- Центральнопромислова (14.01.—3.06.1929; перейменована на Московську), центр — Москва
- Центральночорноземна (14.05.1928—13.06.1934), центр — Воронеж
- Чкаловська (26.12.1938—4.12.1957; перейменована на Оренбурзьку), центр — Чкалов
- Читинська[7] (5.03.—7.12.1934 в складі Східно-Сибірського краю; 26.09.1937—29.02.2008); центр — Чита

#### Башкірська АРСР
- Стерлітамацька (29.05.1952—30.04.1953), центр — Стерлітамак
- Уфимська (29.05.1952—30.04.1953), центр — Уфа

#### Казахська АРСР
- Актюбінська (10.03.1932—5.12.1936, передана до Казахської РСР), центр — Актобе
- Алматинська (10.03.1932—5.12.1936, передана до Казахської РСР), центр — Алма-Ата
- Західно-Казахстанська (10.03.1932—5.12.1936, передана до Казахської РСР), центр — Уральськ
- Карагандинська (10.03.1932—5.12.1936, передана до Казахської РСР), центр — Петропавловськ (10.03.1932—29.07.1936), Караганда (29.07.—5.12.1936)
- Кустанайська (29.07.1936—5.12.1936, передана до Казахської РСР), центр — Кустанай
- Південно-Казахстанська (10.03.1932—5.12.1936, передана до Казахської РСР), центр — Чимкент
- Північноказахстанська (29.07.1936—5.12.1936, передана до Казахської РСР), центр — Петропавловськ
- Східноказахстанська (10.03.1932—5.12.1936, передана до Казахської РСР), центр — Усть-Каменогорськ

#### Татарська АРСР
- Бугульминська (21.02.—30.04.1953), центр — Бугульма
- Казанська (8.05.1952—30.04.1953), центр — Казань
- Чистопольська (8.05.1952—30.04.1953), центр — Чистополь

#### Далекосхідний край
- Амурська (20.10.1932—2.08.1948; з 20.10.1938 в складі Хабаровського краю), центр — Благовєщенськ
- Зейська (22.07.1934—26.09.1937), центр — Рухлово
- Камчатська (20.10.1932—23.01.1956; з 20.10.1938 в складі Хабаровського краю), центр — Петропавловськ-Камчатський
- Нижньоамурська (22.07.1934—23.01.1956; з 20.10.1938 в складі Хабаровського краю), центр — Ніколаєвськ-на-Амурі
- Приморська (22.07.1934—20.10.1938), центр — Владивосток
- Сахалінська (20.10.1932—2.01.1947; з 20.10.1938 в складі Хабаровського краю), центр — Олександрівськ-Сахалінський
- Уссурійська (22.07.1934—18.09.1943; з 20.10.1938 в складі Приморського краю), центр — Ворошилов
- Хабаровська (22.07.1934—20.10.1938), центр — Хабаровськ

#### Північнокавказький (Азово-Чорноморський) край
- Північна (20.11.1933—5.07.1934), центр — Міллерово

#### Приморський край
- Уссурійська (22.07.1934—18.09.1943; до 20.10.1938 в складі Далекосхідного краю), центр — Ворошилов

#### Східно-Сибірський край
- Читинська (5.03.—7.12.1934), центр — Чита

#### Хабаровський край
- Амурська (20.10.1932—2.08.1948; до 20.10.1938 в складі Далекосхідного краю), центр — Благовєщенськ
- Камчатська (20.10.1932—23.01.1956; до 20.10.1938 в складі Далекосхідного краю), центр — Петропавловськ-Камчатський
- Нижньоамурська (22.07.1934—23.01.1956; до 20.10.1938 в складі Далекосхідного краю), центр — Ніколаєвськ-на-Амурі
- Південно-Сахалінська (2.02.1946—2.01.1947), центр — Южно-Сахалінськ
- Сахалінська (20.10.1932—2.01.1947; до 20.10.1938 в складі Далекосхідного краю), центр — Олександрівськ-Сахалінський

### Таджицька РСР
- Гармська (27.10.1939—24.08.1955), центр — Гарм (1939—1950), Новабад (1950—1955)
- Кулябська (27.10.1939—24.08.1955, 29.12.1973—1988, 1990—1992), центр — Куляб
- Курган-Тюбинська (7.01.1944—23.01.1947, 4.04.1977—1988, 1990—1992), центр — Курган-Тюбе
- Ленінабадська (27.10.1939—28.03.1962, 23.12.1970—10.11.2000; перейменована на Согдійську), центр — Худжанд (Ленінабад)
- Памірська (січень—грудень 1925), центр — Хорог
- Сталінабадська (27.10.1939—10.04.1951), центр — Сталінабад
- Ура-Тюбинська (19.01.1945—23.01.1947), центр — Ура-Тюбе
- Хатлонська (1988—1990), центр — Курган-Тюбе

### Туркменська РСР
- Ашхабадська (21.11.1939—25.05.1959, 27.12.1973—1988), центр — Ашхабад
- Балканська[8] (1991—18.05.1992; перейменована на Балканський велаят), центр — Небітдаг
- Керкинська (29.12.1943—23.01.1947), центр — Керкі
- Красноводська (21.11.1939—23.01.1947, 4.04.1952—9.12.1955, 27.12.1973—1988), центр — Красноводськ
- Марийська (21.11.1939—10.01.1963, 4.12.1970—18.05.1992; перейменована на Марийський велаят), центр — Мари
- Ташаузька (21.11.1939—10.01.1963, 4.12.1970—18.05.1992; перейменована на Дашогузький велаят), центр — Ташауз
- Чарджоуська (21.11.1939—10.01.1963, 4.12.1970—18.05.1992; перейменована на Лебапський велаят), центр — Чарджоу

### Узбецька РСР
- Джиззацька (29.12.1973—1988), центр — Джиззак
- Зеравшанська (29.01.1925—29.09.1926), центр — Стара Бухара
- Кашка-Дар'їнська (29.01.1925—29.09.1926, 20.01.1943—25.01.1960), центр — Карші (Бек-Буді)
- Навоїйська (20.04.1982—1988), центр — Навої
- Наманганська (6.03.1941—25.01.1960), центр — Наманган
- Самаркандська (29.01.1925—29.09.1926), центр — Самарканд
- Сурхан-Дар'їнська (29.01.1925—29.09.1926, 6.03.1941—1963; перейменована на Сурхандар'їнську), центр — Ширабад (1925—1926), Термез (1941—1963)
- Ташкентська (29.01.1925—29.09.1926), центр — Ташкент
- Ферганська (29.01.1925—8.02.1927), центр — Коканд
- Хорезмська (29.01.1925—29.09.1926), центр — Хіва

### Українська РСР
- Аккерманська: 7.08.—7.12.1940; утворена з південної частини Бессарабії, перейменована на Ізмаїльську; центр — Аккерман
- Ворошиловградська: 3.06.1938—5.03.1958; утворена з частини Донецької, перейменована на Луганську; 5.01.1970—4.05.1990; утворена з Луганської, перейменована на Луганську; центр — Ворошиловград
- Донецька: 17.07.1932—3.06.1938; утворена з частин Дніпропетровської і Харківської, розділена на Ворошиловградську і Сталінську; центр — Сталіно
- Дрогобицька: 4.12.1939—25.05.1959, утворена з Добромильського, Дрогобицького, Жидачівського, Лиськівського, Мостиського, Перемишльського, Рудківського, Самбірського, Стрийського, Турківського повітів, які відійшли від Польщі; частини передані до Польщі[9] (1945, 1948, 1951); увійшла до Львівської; центр — Дрогобич
- Ізмаїльська: 7.12.1940—15.02.1954; перейменована з Аккерманської, увійшла до Одеської, центр — Ізмаїл
- Кам'янець-Подільська: 22.09.1937—4.02.1954; утворена з частини Вінницької, перейменована на Хмельницьку; центр — Кам'янець-Подільський (1937—1944), Проскурів (1944—1954)
- Кримська: 19.02.1954—12.02.1991; передана з РРФСР, перетворена на Кримську АРСР; центр — Сімферополь
- Луганська: 5.03.1958—5.01.1970; утворена з Ворошиловградської, перейменована на Ворошиловградську; центр — Луганськ
- Ровенська: 4.12.1939—11.06.1991; утворена з Дубенського, Здолбунівського, Костопільського, Ровенського і Сарненського повітів; перейменована на Рівненську; центр — Ровно
- Сталінська: 3.06.1938—9.11.1961; утворена з частини Донецької, перейменована на Донецьку; центр — Сталіно
- Станіславська: 4.12.1939—9.11.1962; утворена з Городенківського, Долинського, Калуського, Коломийського, Косівського, Надвірнянського, Рогатинського, Снятинського, Станіславського і Тлумацького повітів; перейменована на Івано-Франківську; центр — Станіслав
- Тарнопольська: 4.12.1939—9.08.1944; утворена з Бережанського, Борщівського, Бучацького, Заліщицького, Збаразького, Зборівського, Капачинського, Кременецького, Підгаєцького, Скалатського, Тарнопольського, Трембовлянського і Чортківського повітів; перейменована на Тернопільську; центр — Тарнополь

## Російська імперія[10]
У дореволюційній Росії областю називали деякі адміністративно-територіальні одиниці, які відповідали губерніям, але управлялися особливим положенням. Спочатку (остання чверть XVIII століття) областями називали провінції, на які ділилися намісництва з великою кількістю населення. З кінця XVIII століття областями називали знову приєднані території на околицях держави, а також землі козацьких військ (Донського, Кубанського, Терського). Області не мали органів самоврядування (міської думи, земства), були обмежені в низці інших прав, управлялись воєнними губернаторами і, як правило, входили до складу генерал-губернаторств.
Кількість областей не залишалася постійною. Протягом XIX—початку XX ст. утворено 34 області і скасовано 14. Деякі області були перетворені на губернії (Каспійська — на Шемахинську, 1846; Кавказька — на Ставропольську, 1847; Бессарабська — на Бессарабську губернію, 1873), розділені (Туркестанська — на Семиріченську і Сирдар'їнську, 1867), приєднані до губерній (Омська — до Тобольської, 1839; Білостоцька — до Гродненської, 1842). До 1917 року в Російській імперії була 21 область (18 з них у складі Іркутського, Приамурського, Степового і Туркестанського генерал-гебернаторств; 3 області — Війська Донського, Тургайська і Уральська до генерал-губернаторств не входили). Після революції 1917 року нерівноправність областей була ліквідована і багато з них називались губерніями.
- Акмолінська (4.11.1868—26.08.1920), центр — Омськ (4.11.1868—27.08.1919), Акмолінськ (27.08.1919—26.08.1920)
- Амурська (8.12.1858—1920), центр — Благовєщенськ
- Архангельська (25.01.1780—26.03.1784), центр — Архангельськ
- Астраханська (5.05.1785—30.04.1790), центр — Астрахань
- Батумська (1878—1883, 1.07.1903—16.03.1921[11]), центр — Батум
- Бессарабська (29.04.1818—28.10.1873), центр — Кишинів
- Білостоцька (1807—1842), центр — Білосток
- Великоустюзька (26.03.1784—12.12.1796), центр — Великий Устюг
- Вірменська (1828—1840), центр — Ерівань
- Вологодська (25.01.1780—12.12.1796), центр — Вологда
- Дагестанська (30.05.1860—20.01.1921), центр — Дербент (1860—1866), Темір-Хан-Шура (1866—1921)
- Джаро-Белоканська (1830—1840), центр — Белокани
- Єкатеринбурзька (18.10.1781—12.12.1796), центр — Єкатеринбург
- Забайкальська (11.07.1851—1920), центр — Чита
- Закаспійська (10.06.1881—7.08.1921, перейменована на Туркменську), центр — Полторацьк (Асхабад)
- Земля війська Донського (22.05.1786—21.05.1870, перейменована на область війська Донського), центр — ст. Старочеркаська (22.05.1786—9.05.1805), Новочеркаськ (9.05.1805—21.05.1870)
- Імеретинська (19.04.1811—1840), центр — Кутаїс
- Іркутська (6.03.1783—12.12.1796), центр — Іркутськ
- Кавказька (5.05.1785—12.12.1796, 24.07.1822—2.05.1847), центр — Катериноград (5.05.1785—30.04.1790), Астрахань (30.04.1790—12.12.1796), Ставрополь (24.07.1822—2.05.1847)
- Камчатська (1803—1822, 2.12.1849—14.11.1856, 1909—1920), центр — Верхньокамчатськ (1803—1822), Петропавловський порт (1849—1920)
- Кам'янецька (1793—1.05.1795), центр — Кам'янець-Подільський
- Карська (1.11.1877—16.03.1921[12]), центр — Карс
- Каспійська (10.07.1840—14.12.1846), центр — Шемаха
- Квантунська (1899—1905), центр — Порт-Артур
- Коливанська (1779—1783), центр — Коливань
- Костромська (6.03.1778—12.12.1796), центр — Кострома
- Кубанська (8.02.1860—7.12.1920), центр — Катеринодар
- Нерчинська (6.03.1783—12.12.1796), центр — Нерчинськ
- Новгородська (24.08.1776—12.12.1796), центр — Новгород
- Область війська Донського (21.05.1870—20.03.1920), центр — Новочеркаськ
- Область Оренбурзьких киргизів (1859—4.11.1868), центр — Оренбург
- Область Сибірських киргизів (1854—4.11.1868, перейменована на Акмолінську), центр — Омськ
- Олонецька (24.08.1776—28.05.1784), центр — Петрозаводськ
- Омська (22.07.1822—1838), центр — Омськ
- Оренбурзька (30.04.1782—12.12.1796), центр — Оренбург
- Охотська (6.03.1783—12.12.1796), центр — Охотськ
- Пермська (18.10.1781—12.12.1796), центр — Перм
- Приморська (14.11.1856—1920), центр — Ніколаєвськ (14.11.1856—28.04.1880), Хабаровка (28.04.1880—1888), Владивосток (1888—1920)
- Самаркандська (1.01.1887—27.10.1924; з 30.04.1918 в складі Туркестанської АРСР), центр — Самарканд
- Сахалінська (1909—1920), центр — Олександрівський пост
- Семипалатинська (19.05.1854—26.08.1920), центр — Семипалатинськ
- Семиріченська (11.07.1867—12.10.1922; з 30.04.1918 в складі Туркестанської АРСР; перейменована на Джетисуйську), центр — Вірний
- Сирдар'їнська (11.07.1867—27.10.1924; з 30.04.1918 в складі Туркестанської АРСР), центр — Ташкент
- Таврійська (2.02.1784—12.12.1796), центр — Сімферополь
- Тарнопольська (1809–1815), центр — Тарнополь
- Терська (8.02.1860—20.01.1921), центр — Моздок (1860—1862), Владикавказ (1862—1921)
- Тобольська (19.01.1782—12.12.1796), центр — Тобольськ
- Томська (19.01.1782—12.12.1796), центр — Томськ
- Тургайська (4.11.1868—22.09.1920; з 26.08.1920 в складі Киргизької АРСР), центр — Оренбург, Кустанай
- Туркестанська (1865—11.07.1867), центр — Ташкент
- Углицька (28.02.1777—12.12.1796), центр — Углич
- Унженська (6.03.1778—12.12.1796), центр — Унжа
- Уральська (4.11.1868—22.09.1920; з 26.08.1920 в складі Киргизької АРСР), центр — Уральськ
- Уфимська (30.04.1782—12.12.1796), центр — Уфа
- Ферганська (19.02.1876—27.10.1924; з 30.04.1918 в складі Туркестанської АРСР), центр — Скобелев (Новий Маргелан)
- Якутська (6.03.1783—12.12.1796, 22.04.1805—27.04.1922), центр — Якутськ
- Ярославська (28.02.1777—12.12.1796), центр — Ярославль

## Росія1917–1919
У 1917—1919 роках областями називалися тимчасові об'єднання низки губерній навколо великих промислових центрів (Московська, Уральська, Північна, Північно-Західна (Західна), Західно-Сибірська, Сибірська та ін.), створені за ініціативою Всеросійської наради Рад (березень 1917 року) для укріплення впливу центральної влади на місцях і посилення пролетарського керівництва місцевими Радами. Обласні (міжгубернську) Ради після Жовтневої революції 1917 року отримали функції державної влади, їх виконавчі органи назвиалися облвиконкомами або раднаркомами. Із розвитком і укріпленням апарату радянської влади обласні об'єднання були скасовані.
На початку 20-их років XX століття областями називалис також об'єднання низки губерній на чолі з Ревкомами і Бюро ЦК РКП(б) (Сибірська, Уральська, Далекосхідна, Південно-Східна).
Нижче перераховані області, які були утворені в 1917—1919 роках:
- Західна (1917—1918), центр — Мінськ (1917—1918), Смоленськ (1918)
- Західно-Сибірська (1917—7.06.1918), центр — Омськ
- Уральська (1917—1919), центр — Єкатеринбург (1917—25.07.1918), В'ятка (25.07.1918—1919)

## Росія
До складу Російської Федерації входять 46 областей:
1. Амурська: утворена 20.10.1932, до 20.10.1938 в складі Далекосхідного краю, 20.10.1938—2.08.1948 в складі Хабаровського краю; приєднана частина Читинської області (1948); раніше існувала в 1858—1920; центр — Благовєщенськ
2. Архангельська: утворена 23.09.1937 з частини Північної; включає Ненецький автономний округ; центр — Архангельськ
3. Астраханська: утворена 27.12.1943 з частини Сталінградської області і Калмицької АРСР; центр — Астрахань
4. Бєлгородська: утворена 6.01.1954 з частин Воронезької та Курської, центр — Бєлгород
5. Брянська: утворена 5.07.1944 з частини Орловської, центр — Брянськ
6. Владимирська: утворена 14.08.1944 з частин Горьківської, Івановської та Московської; центр — Владимир
7. Волгоградська: утворена 5.12.1936 зі Сталінградського краю; з частини області утворена Астраханська (1943), частина тимчасово передавалася до Балашовської і Каменської (1954—1957), приєднані частини АРСР Німців Поволжя (1941), Калмицької АРСР (1943); до 10.11.1961 — Сталінградська; центр — Волгоград
8. Вологодська: утворена 23.09.1937 з частин Ленінградської та Північної, частина передана до Костромської (1944), центр — Вологда
9. Воронезька: утворена 13.06.1934 з частини Центральночорноземної; частини передані до Рязанської, Тамбовської (1937), Балашовської, Бєлгородської, Каменської і Липецької (1954), приєднані частини Балашовської та Каменської (1957); центр — Воронеж
10. Івановська: утворена 11.03.1936 з частини Івановської Промислової; частини передані до Костромської, Владимирської (1944) і Нижньогородської (1994); центр — Іваново
11. Іркутська: утворена 26.09.1937 з частини Східно-Сибірської; 1.01.2008 приєднано Усть-Ординський Бурятський автономний округ; центр — Іркутськ
12. Калінінградська: утворена 7.04.1946 з міста Кенігсберга і прилеглих районів; до 4.07.1946 — Кенігсберзька; центр — Калінінград
13. Калузька: утворена 5.07.1944 з частин Московської, Орловської, Смоленської і Тульської; центр — Калуга
14. Кемеровська: утворена 26.01.1943 з частини Новосибірської; частина приєднана до Томської (1944); центр — Кемерово
15. Кіровська: утворена 5.12.1936 з Кіровського краю; центр — Кіров
16. Костромська: утворена 13.08.1944 з частин Вологодської, Горьківської, Івановської та Ярославської; центр — Кострома
17. Курганська: утворена 6.02.1943 з частин Омської та Челябінської; частина передана до Тюменської (1944); центр — Курган
18. Курська: утворена 13.06.1934 з частини Центральночорноземної; частини передані до Орловської (1937), Бєлгородської та Липецької (1954); центр — Курськ
19. Ленінградська: утворена 1.08.1927 з Ленінградської, Мурманської, Новгородської, Псковської і Череповецької губерній; частини передані до Західної (1929), Калінінської (1935), Вологодської (1937), Мурманської (1938), Новгородської, Великолуцької і Псковської (1944) областей; центр — Санкт-Петербург
20. Липецька: утворена 6.01.1954 з частин Воронезької, Курської, Орловської та Рязанської; центр — Липецьк
21. Магаданська: утворена 3.12.1953 з частини Хабаровського краю; до 1991 року включала Чукотський автономний округ; центр — Магадан
22. Московська: утворена 14.01.1929 з Московської, Рязанської, Тверської і Тульської губерній; частини передані до Калінінської (1935), Рязанської і Тульської (1937), Калузької і Владимирської (1944) областей і Московської міськради (1990); до 3.06.1929 — Центральнопромислова; центр — Москва
23. Мурманська: утворена 28.05.1938 з частин Ленінградської області і Карельської АРСР; центр — Мурманськ
24. Нижньогородська: утворена 5.12.1936 з Горьківського краю; частини передані до Костромської, Владимирської (1944), Арзамаської (1954), приєднана Арзамаська (1957); раніше існувала 14.01.—15.07.1929; з 5.12.1936 по 22.10.1990 — Горьківська; центр — Нижній Новгород
25. Новгородська: утворена 5.07.1944 з частин Калінінської і Ленінградської; частина передана до Великолуцької (1944); центр — Великий Новгород
26. Новосибірська: утворена 28.09.1937 з частини Західно-Сибірського краю; частини передані до Кемеровської (1943) і Томської (1944); центр — Новосибірськ
27. Омська: утворена 7.12.1934 з Об-Іртиської і частин Челябінської області та Західно-Сибірського краю; частини передані до Курганської (1943) і Тюменської (1944); центр — Омськ
28. Оренбурзька: утворена 7.12.1934 з частини Середньоволзького краю; з 26.12.1938 по 4.12.1957 — Чкаловська; центр — Оренбург
29. Орловська: утворена 27.09.1937 з частин Західної та Курської; частини передані до Брянської, Калузької (1944) і Липецької (1954); центр — Орел
30. Пензенська: утворена 4.02.1939 з частин Куйбишевської, Саратовської і Тамбовської; частина передана до Ульяновської (1943).
31. Псковська: утворена 23.08.1944 з частин Калінінської і Ленінградської областей, частин Естонської і Латвійської РСР; приєднана частина Великолуцької (1957); центр — Псков
32. Ростовська: утворена 13.09.1937 з частини Азово-Чорноморського краю; частина передавалася до Каменської (1954—1957), приєднана частина Калмицької АРСР (1943); центр — Ростов-на-Дону
33. Рязанська: утворена 26.09.1937 з частин Воронезької та Московської; частина передана до Липецької (1954); центр — Рязань
34. Самарська: утворена 5.12.1936 з Куйбишевського краю; частина передана до Тамбовської (1937), Пензенської (1939) і Ульяновської (1943); до 25.01.1991 — Куйбишевська; центр — Самара
35. Саратовська: утворена 5.12.1936 із Саратовського краю; частини передані до Пензенської (1939) і тимчасово до Балашовської (1954—1957), приєднана частина АРСР Німців Поволжя (1941); центр — Саратов
36. Сахалінська: утворена 20.10.1932, до 20.10.1938 в складі Далекосхідного краю, 20.10.1938—2.01.1947 в складі Хабаровського краю; приєднана частина Південно-Сахалінської (1947); центр — Южно-Сахалінськ (до 2.01.1947 — Олександрівськ-Сахалінський)
37. Свердловська: утворена 17.01.1934 з частини Уральської; частина передана до Пермської (1938); до 3.10.1938 до складу області входив Комі-Пермяцький національний округ; центр — Єкатеринбург (Свердловськ)
38. Смоленська: утворена 27.09.1937 з частини Західної; частини передані до Калузької та Великолуцької (1944); центр — Смоленськ
39. Тамбовська: утворена 27.09.1937 з частин Воронезької і Куйбишевської; частини передані до Пензенської (1939) і тимчасово до Балашовської (1954—1957); центр — Тамбов
40. Тверська: утворена 29.01.1935 з частин Західної, Ленінградської та Московської; частини передані до Новгородської, Великолуцької та Псковської (1944), приєднана частина Великолуцької (1957); до 1990 — Калінінська; центр — Твер
41. Томська: утворена 13.08.1944 з частин Кемеровської, Новосибірської областей і Алтайського краю; центр — Томськ
42. Тульська: утворена 26.09.1937 з частини Московської; частина передана до Калузької (1944); центр — Тула
43. Тюменська: утворена 14.08.1944 з частин Курганської та Омської; включає Ханти-Мансійський і Ямало-Ненецький автономні округи; центр — Тюмень
44. Ульяновська: утворена 19.01.1943 з частин Куйбишевської та Пензенської; центр — Ульяновськ
45. Челябінська: утворена 17.01.1934 з частини Уральської; частини передані до Омської (1934) та Курганської (1943); центр — Челябінськ
46. Ярославська: утворена 11.03.1936 з частини Івановської Промислової; частина передана до Костромської (1944), центр — Ярославль

Крім того, Російська Федерація в порушення норм міжнародного права, анексувала Херсонську та Запорізьку області України.

## Таджикистан
До складу Таджикистану входять 2 області (тадж. вилояти):
1. Согдійська (утворена 23.12.1970; до 10.11.2000 — Ленінабадська, Ленінабадська область раніше існувала 27.10.1939—28.03.1962, центр — Худжанд
2. Хатлонська (утворена в 1992 році з територій Кулябської і Курган-Тюбинської, раніше існувала в 1988—1991 роках), центр — Курган-Тюбе

## Танзанія
Танзанія поділена на 26 областей:
1. Аруша (центр — Аруша)
2. Дар-ес-Салам (Дар-ес-Салам)
3. Додома (Додома)
4. Західна Озерна [Кагера] (Букоба)
5. Занзібар Західний (Занзібар)
6. Занзібар Північний (Мкокотоні)
7. Занзібар Центр.-Півд. (Коані)
8. Іринга (Іринга)
9. Кігома (Кігома)
10. Кіліманджаро (Моші)
11. Лінді (Лінді)
12. Маньяра (Бабаті)
13. Мара (Мусома)
14. Мбея (Мбея)
15. Морогоро (Морогоро)
16. Мтвара (Мтвара)
17. Мванза (Мванза)
18. Пемба Південна (Мкоані)
19. Пемба Північна (Вете)
20. Прибережна [Пвані] (Кібаха)
21. Руква (Сумбаванга)
22. Рувума (Сонгеа)
23. Сингіда (Сингіда)
24. Табора (Табора)
25. Танга (Танга)
26. Шиньянга (Шиньянга)

## Туркменістан
У Туркменістані виділяють 5 областей (велаятів, туркм.: welayat):
1. Ахалський велаят: утворений 18.05.1992 з районів республіканського підпорядкування; центр — Енев
2. Балканський велаят:утворений 18.05.1992 з Балканської області; центр — Балканабат (Небітдаг)
3. Дашогузький велаят: утворений 18.05.1992 з Ташаузької області; центр — Дашогуз (Дашховуз)
4. Лебапський велаят: утворений 18.05.1992 з Чарджоуської області; центр — Туркменабат (Чарджев)
5. Марийський велаят: утворений 18.05.1992 з Марийської області; центр — Мари

## Узбекистан
До складу Узбекистану входять 12 областей (узб. viloyat):
1. Андижанська (утворена 6.03.1941 з частини Ферганської), центр — Андижан
2. Бухарська (15.01.1938), центр — Бухара
3. Джиззацька (16.02.1990 з частини Сирдар'їнської, раніше існувала 29.12.1973—6.09.1988), центр — Джиззак
4. Кашкадар'їнська (7.02.1964 з частини Сурхандар'їнської, раніше існувала 29.01.1925—29.09.1926, 20.01.1943—25.01.1960), центр — Карші
5. Навоїйська (27.01.1992 з частини Бухарської, раніше існувала 20.04.1982—6.09.1988), центр — Навої
6. Наманганська (18.12.1967 з частин Андижанської та Ферганської, раніше існувала 6.03.1941—25.01.1960), центр — Наманган
7. Самаркандська (15.01.1938, раніше існувала 1.01.1887—27.10.1924, 29.01.1925—29.09.1926), центр — Самарканд
8. Сирдар'їнська[14] (16.02.1963 з частин Самаркандської і Ташкентської), центр — Гулістан (до 26.11.1963 — Янгієр, у 1988—1990 — Джиззак)
9. Сурхандар'їнська (6.03.1941 з частини Бухарської, раніше існувала 29.01.1925—29.09.1926), центр — Термез (в 1925—1926 — Ширабад)
10. Ташкентська (15.01.1938, раніше існувала 29.01.1925—29.09.1926), центр — Ташкент
11. Ферганська (15.01.1938, раніше існувала 19.02.1876—27.10.1924, 29.01.1925—8.02.1927), центр — Фергана (у 1924—1927 — Коканд)
12. Хорезмська (15.01.1938, раніше існувала 29.01.1925—29.09.1926), центр — Ургенч (у 1925—1926 — Хіва)

Стаття написана за матеріалами Великої радянської енциклопедії